# Fredericksburg (Virgínia)
Fredericksburg és una ciutat indepedent a la Commmonwealth de Virgínia, a 80 quilòmetres al sud de Washington DC i a 93 quilòmetres al nord de Richmond. Segons el cens del 2000, la ciutat tenia 19.279 persones. L'Oficina d'anàlisis econòmiques combina la ciutat de Fredericksburg amb el seu veí Spotsylvania County a efectes estadístics, per bé que políticament són independents. És una part de l'Àrea Metropolitana de Washington.

## Història
Localitzada al riu Rappahannock, Fredericksburg es desenvolupà com a territori fronterer de la Virgínia colonial, desplaçada a l'oest, fora del pla costaner. La terra sobre la qual la ciutat es va fundar era part d'un tracte que es remuntava a 1671. L'Assemblea General de Virgínia, establí un fort al Rappahannock el 1676, just per sota d'on es troba actualment la ciutat. El 1714, el tinent governador Alexander Spotswood patrocinà un assentament alemany anomenat Germanna (en anglès, Alemanya es diu Germany, d'aquí el nom) al riu Ràpid, un afluent del Rappahannock, corrent avall del futur lloc de la ciutat, i va dirigir una expedició cap a l'oest sobre les Muntanyes Blue Ridge en 1716.
A causa de l'interès de fer créixer el territori fronterer, l'assemblea colonial respongué formant un nou comtat anomenat Spotsylvania en 1720 i establint Fredericksburg en 1728 com a port del comtat, del qual aleshores en formava part. La ciutat prengué el seu nom per causa de Frederic, príncep de Gal·les, fill del rei Jordi II. Els carrers de la ciutat colonial nasqueren amb els noms dels membres de la família reial. La seu del comtat es traslladà prop del centre del comtat. Fredericksburg fou incorporat com a vila, amb el seu propi ajuntament, jutjat i alcalde, en 1781. El 1879 rebé l'estatut de ciutat independent i el 1911 adoptà l'actual organització de govern.
Durant el segle xix, Fredericksburg intentà mantenir la seva esfera de comerç, però amb èxits limitats. Promogué el desenvolupament d'un canal al Rappahannock i l'arranjament de camins per unir l'interior del país amb el mercat de la vila. Pels volts de 1837, un ferrocarril nord-sud, que finalment s'acabaria convertint en el Ferrocarril Richmond-Fredericksburg-Potomac, unia la vila amb la capital de l'estat de Virgínia, Richmond. També s'havia de construir un ferrocarril molt necessari, per a unir la vila amb la regió de granges, però no es va pas realitzar fins després de la Guerra Civil dels Estats Units

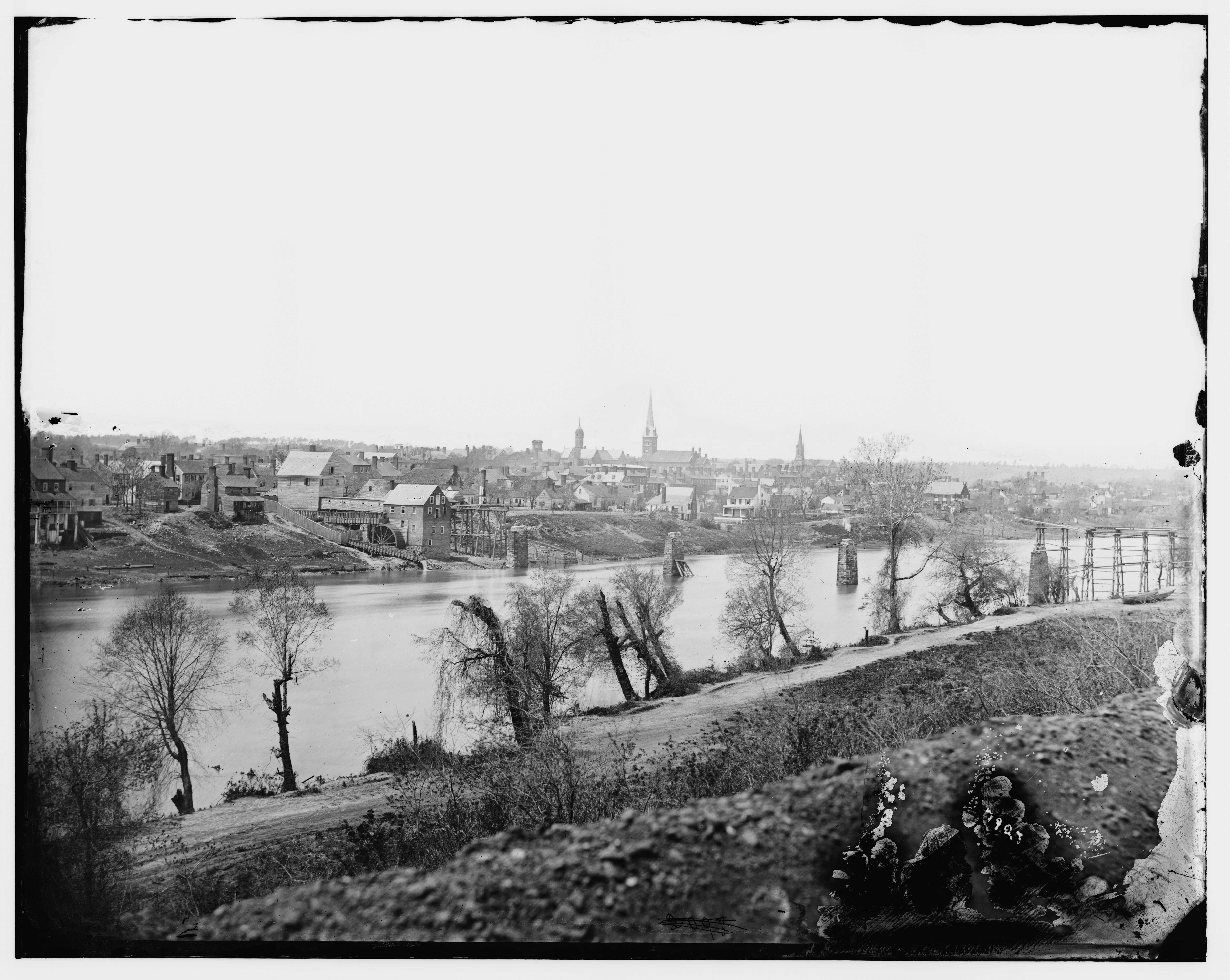
Fredericksburg, Virginia, març de 1863. Vista des de l'altra banda del riu Rappahannock. A la dreta hi ha el campanar de l'església baptista i cap al centre hi la torre de l'església de Saint George

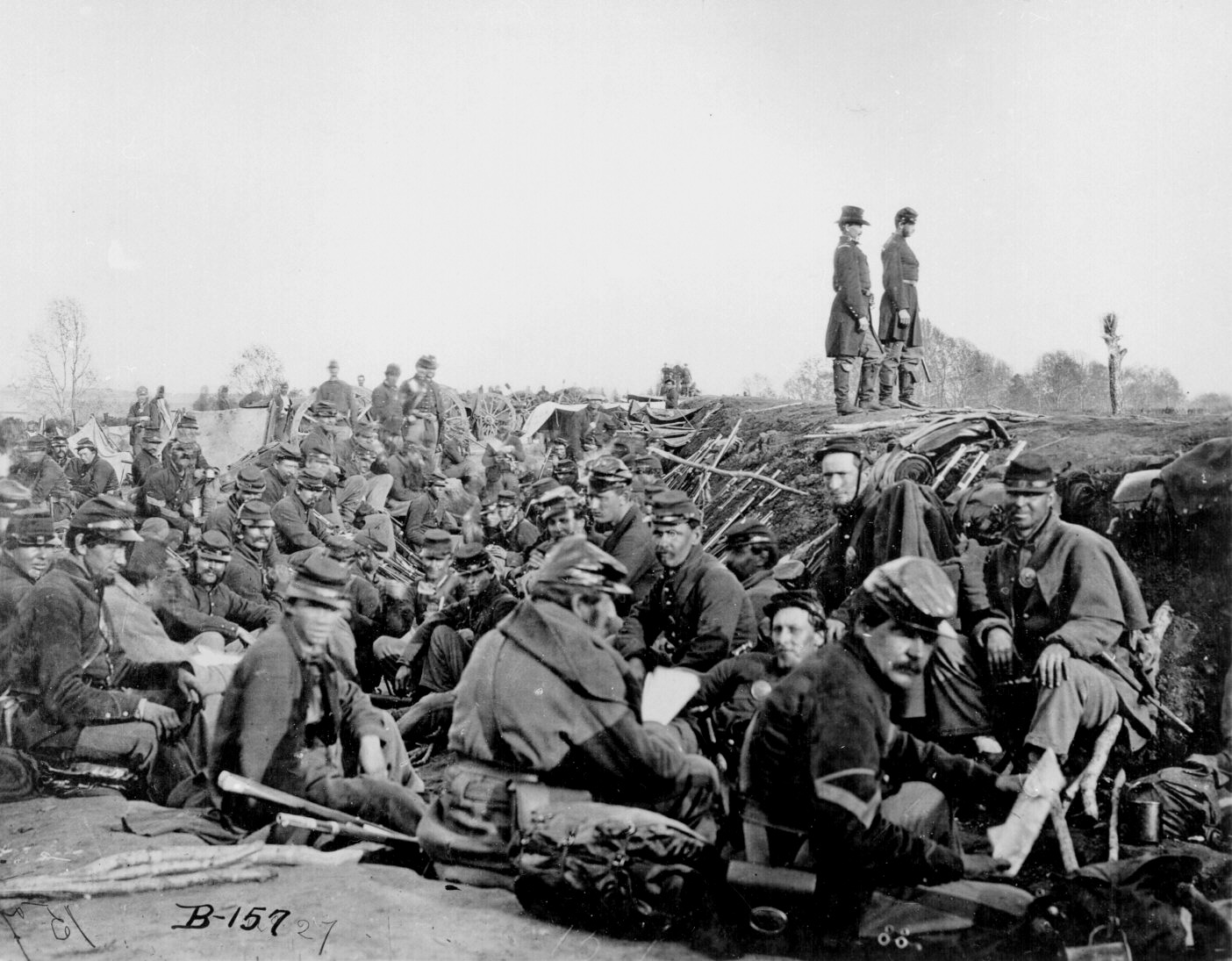
Guerra Civil dels Estats Units: exèrcit de la Unió. Soldats del 6è cos de l'Exèrcit del Potomac a les trinxeres abans de bombardejar Marye's Heights a la Segona Batalla de Fredericksburg durant la campanya de Chancellorsville (maig de 1863). Aquesta campanya és, de vegades, erròniament coneguda com a Setge de Petersburg (Virgínia)

Durant la Guerra Civil, Fredericksburg guanyà importància estratègica perquè es trobava a mig camí entre Washington DC i Richmond, les capitals dels bàndols contendents en la guerra. Durant la batalla de Fredericksburg, que tingué lloc entre l'11 i el 15 de desembre de 1862, la vila suportà importants danys a causa dels bombardejos i saquejos per part de les forces de la Unió. Una Segona Batalla de Fredericksburg tingué lloc als voltants de la vila el 3 de maig de 1863, connectada amb la campanya de Chancelorsville (27 d'abril a 6 de maig de 1863). Les batalles de Wilderness i de Spotsylvania Court House tingueren lloc al maig de 1864.
Després de la guerra, Fredericksburg recobrà la seva antiga posició com a centra de negocis local i va créixer lentament més enllà dels seus límits de preguerra. La Universitat Mary Washington va ser fundada aquí l'any 1908. Va adpotar el nom de Mary Washington College el 1938 (als Estats Units, el mot "college" s'utilitza per referir-se a qualsevol institució d'ensenyament superior). Des d'aquell any, el college estigué associat durant molts anys amb la Universitat de Virgínia, com a centre d'estudis d'arts liberals per a dones. El college esdevingué independent de la Universitat i començà a acceptar homes el 1970. Recentment, el college canvià el seu nom a Universitat Mary Washington.
Avui Fredericksburg és un centre d'activita comercial en una regió en ràpida expansió al nord de la Virgínia. Tot i que en dècades recents els suburbis han crescut, encaren abunden els records d'èpoques passades.
L'àrea de les batalles de la Guerra Civil està commemorada al Parc militar nacional de Fredericksburg i Spotsylvania.. Creat per decisió del Congrés el 1927, aquest parc preserva porcions dels camps de batalla de Fredericksburg, Chancellorsville, Wilderness, i de Spotsylvania Court House. El Cementiri Nacional de Fredericksburg, que també és part del parc, es troba als Marye's Heights, al camp de batalla de Fredericksburg, i conté més de 15.000 tombes de la Unió, provinents de l'àrea del camp de batalla.
El power chord de la guitarra moderna fou desenvolupat primer per Link Wray a Fredericksburg en 1958, durant la seva primera improvisació de la peça instrumental "Rumble"
Thomas Jefferson va escriure l'Estatut de Virgínia per a la llibertat religiosa a Fredericksburg.

## Geografia
Segons les dades de l'Oficina del Cens dels Estats Units, la ciutat té un total de 27.2 km². No hi cap zona a la seva àrea que estigui coberta per aigua. La ciutat és part del límit entre les regions de Piedmontg i Tidewater, i així com està localitzada a una zona amb pendent, així és evidentment vista en el riu Rappahannock.
La ciutat està delimitada al nord i a l'est pel riu Rappahannock; a l'altra banda del riu hi ha Stafford County; i està delimitada al sud i a l'est per Spotsylvania County.

### Clima
Fredericksburg té un clima continental humid (Classificació climàtica de Köppen).

## Demografia
Segons els cens de l'any 2000, a Fredericksburg hi havia 19.279 persones, 8.102 llars i 3.295 famílies residint a la localitat. La densitat de població era de 707.6 hab./km². Hi havia 3.767 habitatges amb una densitat mediana de 326.2 habitatges/km².
Els ingressos mitjans per llar a la localitat eren de 34.585 dòlars i els ingressos mitjans per família eren de 47.148 dòlars. Els homes tenien un ingressos mitjans 33.641 dòlars, enfront de les dones, que tenien 25.037 dòlars. La renda per capita per al comptat era de 21.527 dòlars. Al voltant del 15,5% de la població es trobava per sota del llindar de la probresa

## Punts d'interès

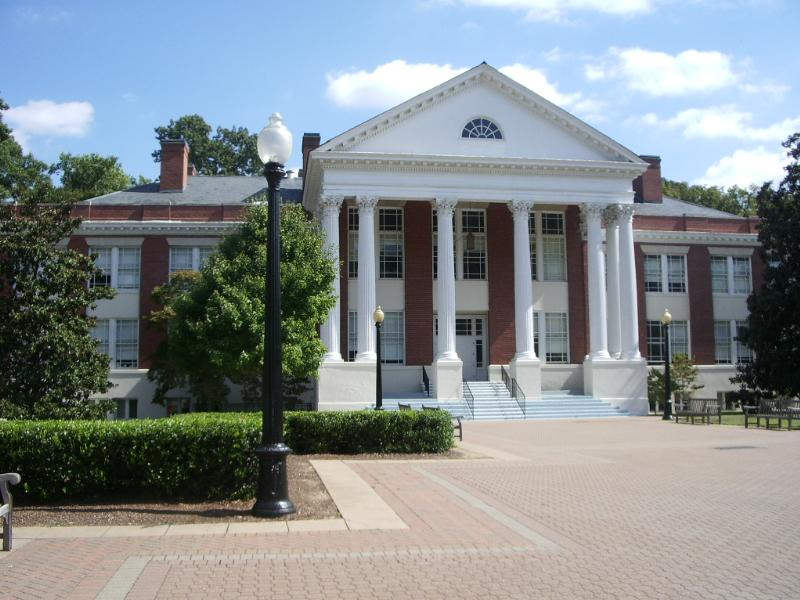
Monroe Hall a la Universitat Mary Washington

- Carl's Ice Cream
- Central Park (shopping complex)
- Fredericksburg Area Museum and Cultural Center
- Ferry Farm
- Fredericksburg Amtrak station
- Parc militar nacional de Fredericksburg i Spotsylvania
- Rising Sun Tavern Arxivat 2006-04-22 a Wayback Machine.
- Plantació Kenmore
- Casa de Mary Washington
- James Monroe Museum and Memorial Library Arxivat 2009-05-14 a Wayback Machine.
- Old Mill Park
- Hugh Mercer Apothecary Arxivat 2008-03-06 a Wayback Machine.
- Església episcopal de St. George
- Alum Spring Park Arxivat 2004-11-13 a Wayback Machine.
- Spotsylvania Towne Centre
- Universitat de Mary Washington
- Museu nacional de l'esclavatge als Estats Units (United States National Slavery Museum)

## Personatges notables que van néixer o van viure a Fredericksburg

### Segle XVIII o abans
- George Washington, 1r president dels Estats Units, líder de la Guerra d'Independència dels Estats Units
- Mary Ball Washington, mare de George Washington
- Elijah Craig, predicador anabaptista.
- Henry Crist, antic congressita de Kentucky
- John Paul Jones
- Fielding Lewis i Elizabeth "Betty" Washington (germana de George Washington)
- Hugh Mercer
- James Monroe
- Augustine Washington, pare de George Washington
- George Weedon

### Seglexixo després
- Oliver Ackermann, guitarrista i vocalista per a A Place To Bury Strangers
- Nancy Ball, personalitat de la ràdio[3]
- Julien Binford, artista
- Al Bumbry, antic jugador de beisbol
- Caressa Cameron, Miss Amèrica 2010
- George Coghill (Denver Broncos)
- James L. Farmer, Jr., defensor dels drets civils als Estats Units
- Bryan Keys, còmic verbal[4]
- Bill Crawley, famós historiador
- Derek Hartley, locutor de ràdio
- Florence King, autor de Southern Ladies and Gentlemen, i Confessions of a Failed Southern Lady
- Mark Lenzi, saltador olímpic i medallista d'or.
- John Maine, jugador dels New York Mets
- Danny R. McBride, actor[5]
- Erin McKeown, músic
- George C. Rawlings,
- Judge Reinhold, actor
- Jeff Rouse, Nedador olímpic, medallista d'or i antic posseïdor d'un rècord del món.
- Dave Smalley, músic, membre d'All, Dag Nasty, Down by Law, The Sharpshooters
- William P. Taylor, congressista.
- Monty Williams, antic jugador de bàsquet.
- Keller Williams, músic
- Kelvin Jones, antic jugador professional de futbol.

## Ciutats agermanades
- Fréjus, France
- Princes Town, Ghana